# Jason Silverthorn
Jason Silverthorn, kanadski hokejist, * 1. julij 1979, Owen Sound, Ontario, Kanada.
Silverthorn je kariero začel v severnoameriških hokejski ligah, v sezoni 2006/07 pa pri HDD ZM Olimpija, kjer je v slovenski ligi dosegel tri gole in štiri podaje na devetih tekmah in s klubom osvojil naslov slovenskega prvaka. Od sezone 2009/10 je bil član kluba Hull Stingrays v britanski ligi.

## Pregled kariere
Odebeljeno - reprezentančni nastopi, glej tudi Statistika pri hokeju na ledu.
| Moštvo                  | Liga                  | Sezona |    | Redni del | Redni del | Redni del | Redni del | Redni del | Redni del |   | Končnica | Končnica | Končnica | Končnica | Končnica | Končnica |
| ----------------------- | --------------------- | ------ | -- | --------- | --------- | --------- | --------- | --------- | --------- | - | -------- | -------- | -------- | -------- | -------- | -------- |
| Moštvo                  | Liga                  | Sezona | OT | G         | P         | T         | +/-       | KM        | OT        | G | P        | T        | +/-      | KM       |          |          |
| Elmira College          | NCAA                  | 99/00  |    | 23        | 8         | 13        | 21        |           | 29        |   |          |          |          |          |          |          |
| Elmira College          | NCAA                  | 00/01  |    | 25        | 7         | 16        | 23        |           | 32        |   |          |          |          |          |          |          |
| Elmira College          | NCAA                  | 01/02  |    | 27        | 13        | 18        | 31        |           | 14        |   |          |          |          |          |          |          |
| Elmira College          | NCAA                  | 02/03  |    | 28        | 7         | 25        | 32        |           | 15        |   |          |          |          |          |          |          |
| Winston Salem T-Birds   | SEHL                  | 03/04  |    | 33        | 13        | 18        | 31        |           | 18        |   |          |          |          |          |          |          |
| San Angelo Saints       | CHL                   | 03/04  |    | 13        | 2         | 4         | 6         | -1        | 6         |   | 2        | 0        | 0        | 0        | -1       | 0        |
| Motor City Mechanics    | UHL                   | 04/05  |    | 9         | 0         | 2         | 2         | -2        | 2         |   |          |          |          |          |          |          |
| Jacksonville Barracudas | SPHL                  | 04/05  |    | 38        | 25        | 27        | 52        | +17       | 23        |   | 4        | 2        | 2        | 4        | +3       | 0        |
| Eaters Geleen           | Coupe der Lage Landen | 05/06  |    | 6         | 4         | 5         | 9         |           | 8         |   |          |          |          |          |          |          |
| Eaters Geleen           | Nizozemski pokal      | 05/06  |    | 10        | 7         | 10        | 17        |           | 6         |   | 2        | 0        | 2        | 2        |          | 0        |
| Eaters Geleen           | Nizozemska liga       | 05/06  |    | 19        | 7         | 13        | 20        |           | 16        |   | 4        | 1        | 2        | 3        |          | 0        |
| Edinburgh Capitals      | Britanska liga        | 06/07  |    | 35        | 19        | 20        | 39        |           | 18        |   |          |          |          |          |          |          |
| Edinburgh Capitals      | Challenge Cup         | 06/07  |    | 4         | 1         | 3         | 4         |           | 2         |   |          |          |          |          |          |          |
| HDD ZM Olimpija         | Slovenska liga        | 06/07  |    | 9         | 3         | 4         | 7         |           | 10        |   | 5        | 2        | 0        | 2        |          | 0        |
| Cardiff Devils          | Britanska liga        | 07/08  |    | 53        | 25        | 32        | 57        |           | 18        |   |          |          |          |          |          |          |
| Cardiff Devils          | Britanska liga        | 08/09  |    | 46        | 17        | 26        | 43        |           | 56        |   | 3        | 1        | 2        | 2        |          | 2        |
| Hull Stingrays          | Britanska liga        | 09/10  |    | 43        | 21        | 26        | 47        |           | 30        |   | 2        | 0        | 1        | 1        |          | 0        |
| Skupaj                  |                       |        |    | 421       | 179       | 262       | 441       | +14       | 303       |   | 22       | 7        | 9        | 14       | +2       | 2        |